# Zaharivka, Svitlovodsk
Zaharivka (în ucraineană Захарівка) este localitatea de reședință a comunei Zaharivka din raionul Svitlovodsk, regiunea Kirovohrad, Ucraina.

## Demografie
Componența lingvistică a localității Zaharivka
     Ucraineană (94,64%)
     Rusă (3,77%)
     Română (1,01%)
     Alte limbi (0,57%)
Conform recensământului din 2001, majoritatea populației localității Zaharivka era vorbitoare de ucraineană (94,64%), existând în minoritate și vorbitori de rusă (3,77%) și română (1,01%).